# Janira Martins Costa
Janira Martins Costa (Olinda, 5 de dezembro de 1941 — 8 de fevereiro de 2018) foi uma entomóloga brasileira, ex-diretora do Museu Nacional, professora titular e pesquisadora aposentada do Departamento de Entomologia da Universidade Federal do Rio de Janeiro. Contribuiu significativamente para a identificação e o estudo de libélulas no Brasil.

## Biografia
Janira nasceu em Olinda, em 1941, filha do militar Francisco de Souza Martins e da professora Ana Rosa Pedreira Martins. Mudou-se para o Rio de Janeiro para se preparar para o vestibular e ingressou no curso de história natural da Universidade Gama Filho, trabalhando como estagiária no Museu Nacional já em 1964,  sob a orientação do professor doutor Newton Dias dos Santos, um dos pioneiros da entomologia no Brasil. Graduou-se em 1967 e ingressou como professora da Universidade Federal Rural do Rio de Janeiro de 1972 a 1976. A partir de 1976 ingressou como docente do Museu Nacional/UFRJ, onde desempenhou as atividades de ensino, pesquisa e extensão.
Sua principal linha de pesquisa era com a taxonomia de libélulas (insetos da ordem Odonata), onde publicou noventa e seis trabalhos, um livro específico e dez capítulos em livros sobre os Odonata neotropicais e sobre a fauna do Brasil. Foi diretora do Museu Nacional de 1994 a 1998 e professora convidada da Universidade Federal de Mato Grosso do Sul. Aposentou-se, compulsoriamente, do Museu Nacional em 2012, tendo organizado e incrementado toda a coleção de Odonata da instituição, iniciada pelo professor Newton.

## Morte
Janira morreu no dia 8 de fevereiro de 2018, vítima de um câncer de pâncreas.